# Brecht Dejaegere
Brecht Dejaegere (Handzame, 29 mei 1991) is een Belgische voetballer. Hij is een middenvelder die onder contract staat bij KV Kortrijk dat uitkomt in de Jupiler Pro League in België. Eerder speelde hij bij KV Kortrijk, KAA Gent, Toulouse FC en Charlotte FC.

## Carrière

### Jeugd
Hij begon in 1997 bij de jeugd van SVD Handzame, hij speelde toen als doelman. Hier werd hij na een jaar opgemerkt door eersteklasser Club Brugge. Hij speelde uiteindelijk tot 2007 in de jeugd van Club Brugge waarna hij moest vertrekken omdat hij te klein werd bevonden. In 2007 stapte hij over naar de jeugd van KV Kortrijk, hij werd vanwege zijn lengte wel omgeschoold tot een middenvelder. Hij speelde uiteindelijk tot 2010 in de jeugdreeksen van KV Kortrijk.

### KV Kortrijk
Vanaf het seizoen 2010/11 maakte Dejaegere deel uit van de A-kern van KV Kortrijk. Op 19 februari 2011 maakte hij zijn debuut in eerste klasse in de uitwedstrijd tegen Germinal Beerschot. De match eindigde in een 3-1-overwinning voor Germinal Beerschot. Hij kwam in zijn eerste seizoen uiteindelijk in zes wedstrijden uit. In het seizoen 2011/12 mocht hij geregeld invallen. In de wedstrijd tegen KRC Genk scoorde hij het winnende doelpunt door de 3-2 binnen te trappen, dit was meteen zijn eerste officiële goal in zijn profcarrière. In de eerste wedstrijd van play-off 1 tegen RSC Anderlecht mocht hij starten. In dat seizoen speelde hij 23 competitiewedstrijden en scoorde hij één goal. Hierna liep zijn contract ten einde bij Kortrijk, de club wilde zijn contract wel verlengen maar moest afrekenen met concurrentie van onder meer KRC Genk, Cercle Brugge en zijn ex-club Club Brugge. Tot ieders verbazing verlengde hij zijn contract bij Kortrijk om zijn studies (bachelor Lichamelijke Opvoeding) verder te zetten. In het volgende seizoen was hij meestal basisspeler en kwam hij aan 33 competitiewedstrijden, waarin hij in totaal drie goals maakte.

### KAA Gent
Op vrijdag 9 augustus 2013 tekende Dejaegere een 5-jarig contract bij KAA Gent. Twee dagen later maakte hij tegen RSC Anderlecht zijn officieel debuut voor de Buffalo's. Hij mocht na 59 minuten invallen voor Yassine El Ghanassy. Naast zijn carrière als voetballer is hij sinds 2013 actief als jeugdtrainer bij NSVD Handzame, de club uit zijn geboortedorp.

In het seizoen 2014/15 werd Dejaegere met KAA Gent landskampioen. Omwille van zijn prestaties werd hij op 15 juni 2015 tot ereburger uitgeroepen door zijn gemeente Kortemark.
Op 17 maart 2016 scheurde hij tijdens een training op stage in het Spaanse San Pedro del Pinatar de voorste kruisband van zijn rechterknie, waardoor hij minstens zes maanden out zou zijn en dus ook de play-offs van dat seizoen miste. Tijdens zijn revalidatieperiode, op 12 mei 2016, werd zijn contract bij KAA Gent verlengd tot 2019. Op 16 oktober 2016 maakte Dejaegere uiteindelijk zijn wederoptreden. Hij stond in de basis in de thuiswedstrijd tegen Zulte Waregem, die met 3-0 gewonnen werd.
In februari 2018 tekende hij opnieuw bij. Zijn contract werd verlengd tot 2022. Tijdens een competitiewedstrijd tegen KV Kortrijk op 1 december 2019 kwam Dejaegere ten val waarbij hij Kortrijk-speler Christophe Lepoint op zich kreeg. Hij moest van het veld gedragen worden met een sleutelbeenbreuk.

### Toulouse FC
In september 2020 werd Dejaegere voor de rest van het seizoen 2020/21 verhuurd aan de Franse tweedeklasser Toulouse FC. Nadien werd hij definitief overgenomen. Dejaegere groeide uit tot aanvoerder van het team, dat in april 2022 kampioen werd. Op 29 april 2023 won Toulouse onder zijn leiderschap de Franse beker na 5-1 winst tegen Nantes.
Op 26 mei 2023 raakte bekend dat Dejaegere zijn contract bij Toulouse FC niet zou verlengen.

### Charlotte FC
Op 13 juli 2023 werd bekend dat Dejaegere een contract heeft getekend bij de Amerikaanse club Charlotte FC. Hij tekende er een contract van 2,5 jaar met de optie op een verlenging. Brecht Dejaegere debuteerde op 8 augustus in de achtste finale van de Leagues Cup. Tegen Houston werd met 2-1 gewonnen. De tweede wedstrijd was meteen een stevige opdracht: de kwartfinale tegen het Inter Miami van Lionel Messi werd met 4-0 verloren.
Na de bekercompetitie richtte de club zich weer volledig op de MLS. Charlotte FC stond op dat moment 12e in de rangschikking. Omdat het MLS-seizoen loopt van januari tot december, was het seizoen al halverwege. De club hoopte, mede dankzij de komst van Dejaegere, alsnog een ticket voor de play-offs te bemachtigen. Een plaats in de top negen was daarvoor vereist. Dejaegere werd een vaste basisspeler en speelde een sleutelrol in de prestaties van het team. Met de overwinning tegen Inter Miami op de laatste speeldag sprong Charlotte FC naar de negende plaats en verzekerde zich zo van een plek in de tussenronde van de play-offs. Die ronde werd ook het eindstation.
Op 5 oktober scoorde Dejaegere een prachtig doelpunt dat de wereld rond ging. Met een schorpioentrap scoorde hij het laatste doelpunt in de 3-0 overwinning tegen Toronto FC. Het tweede seizoen in Amerika begon Dejaegere ook als titularis. Naargelang het seizoen vorderde verdween hij echter naar de achtergrond en moest tevreden zijn met een rol als invaller.

### KV Kortrijk
Op 16 augustus 2024 werd bevestigd dat Brecht Dejaegere terugkeert naar KV Kortrijk, de club waar hij zijn eerste stappen als profvoetballer zette.

## Statistieken
| Seizoen         | Club            | Land                      | Competitie          | Competitie | Competitie | Beker | Beker | Andere | Andere | Internationaal | Internationaal | Totaal | Totaal |
| Seizoen         | Club            | Land                      | Competitie          | Wed.       | Dlp.       | Wed.  | Dlp.  | Wed.   | Dlp.   | Wed.           | Dlp.           | Wed.   | Dlp.   |
| --------------- | --------------- | ------------------------- | ------------------- | ---------- | ---------- | ----- | ----- | ------ | ------ | -------------- | -------------- | ------ | ------ |
| 2010/11         | KV Kortrijk     | Vlag van België           | Jupiler Pro League  | 6          | 0          | 0     | 0     | 0      | 0      | 0              | 0              | 6      | 0      |
| 2011/12         | KV Kortrijk     | Vlag van België           | Jupiler Pro League  | 23         | 1          | 5     | 0     | 0      | 0      | 0              | 0              | 28     | 1      |
| 2012/13         | KV Kortrijk     | Vlag van België           | Jupiler Pro League  | 33         | 3          | 5     | 1     | 0      | 0      | 0              | 0              | 38     | 4      |
| 2013/14         | KV Kortrijk     | Vlag van België           | Jupiler Pro League  | 2          | 0          | 0     | 0     | 0      | 0      | 0              | 0              | 2      | 0      |
| 2013/14         | KAA Gent        | Vlag van België           | Jupiler Pro League  | 26         | 1          | 6     | 0     | 0      | 0      | 0              | 0              | 32     | 1      |
| 2014/15         | KAA Gent        | Vlag van België           | Jupiler Pro League  | 36         | 5          | 5     | 1     | 0      | 0      | 0              | 0              | 41     | 6      |
| 2015/16         | KAA Gent        | Vlag van België           | Jupiler Pro League  | 25         | 7          | 4     | 2     | 1      | 0      | 6              | 0              | 36     | 9      |
| 2016/17         | KAA Gent        | Vlag van België           | Jupiler Pro League  | 25         | 1          | 2     | 0     | 0      | 0      | 7              | 0              | 34     | 1      |
| 2017/18         | KAA Gent        | Vlag van België           | Jupiler Pro League  | 35         | 3          | 2     | 0     | 0      | 0      | 2              | 0              | 39     | 3      |
| 2018/19         | KAA Gent        | Vlag van België           | Jupiler Pro League  | 34         | 2          | 4     | 0     | 0      | 0      | 3              | 0              | 41     | 2      |
| 2019/20         | KAA Gent        | Vlag van België           | Jupiler Pro League  | 14         | 0          | 1     | 0     | 0      | 0      | 8              | 1              | 23     | 1      |
| 2020/21         | KAA Gent        | Vlag van België           | Jupiler Pro League  | 1          | 0          | 0     | 0     | 0      | 0      | 0              | 0              | 1      | 0      |
| 2020/21         | → Toulouse FC   | Vlag van Frankrijk        | Ligue 2             | 35         | 3          | 0     | 0     | 0      | 0      | 0              | 0              | 35     | 3      |
| 2021/22         | Toulouse FC     | Vlag van Frankrijk        | Ligue 2             | 27         | 2          | 3     | 0     | 0      | 0      | 0              | 0              | 30     | 2      |
| 2022/23         | Toulouse FC     | Vlag van Frankrijk        | Ligue 1             | 30         | 4          | 5     | 0     | 0      | 0      | 0              | 0              | 35     | 4      |
| 2023            | Charlotte FC    | Vlag van Verenigde Staten | Major League Soccer | 9          | 1          | 0     | 0     | 2      | 0      | 0              | 0              | 11     | 1      |
| 2024            | Charlotte FC    | Vlag van Verenigde Staten | Major League Soccer | 20         | 1          | 0     | 0     | 1      | 0      | 0              | 0              | 21     | 1      |
| 2024/25         | KV Kortrijk     | Vlag van België           | Jupiler Pro League  | 0          | 0          | 0     | 0     | 0      | 0      | 0              | 0              | 0      | 0      |
| Carrière totaal | Carrière totaal | Carrière totaal           | Carrière totaal     | 352        | 32         | 42    | 4     | 3      | 0      | 26             | 1              | 423    | 37     |

## Trivia
Campagne tegen pestenEind 2017 werd Dejaegere het boegbeeld van de campagne tegen het pesten "Wees een maatje, geen pestkop" van Cartoon Network in samenwerking met Awel.